# Märkisches Wanderdorf

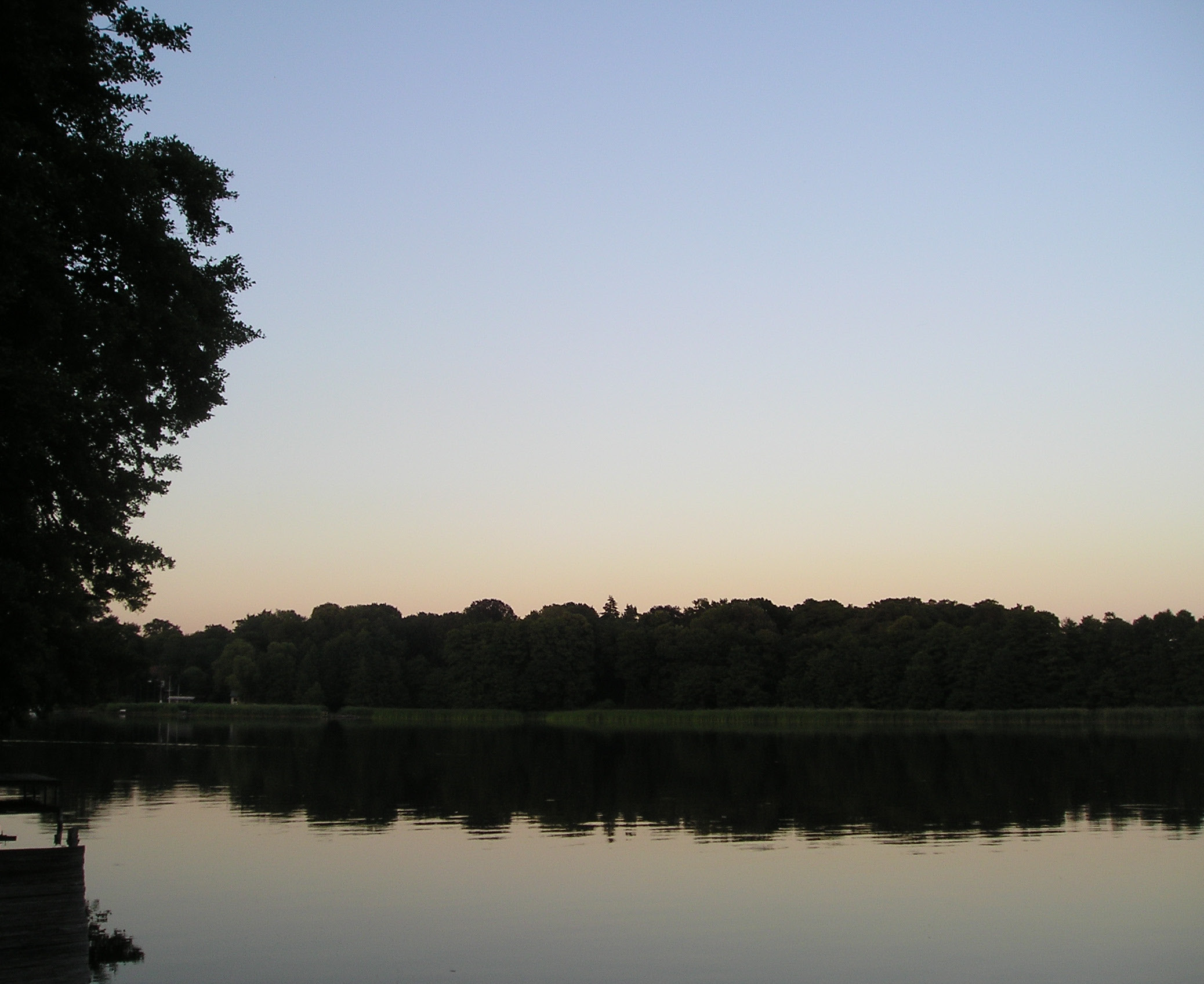
Siethener See an einem Sommerabend

Das Märkische Wanderdorf liegt am Siethener See zwischen den Dörfern Siethen und Gröben, die heute Ortsteile der Stadt Ludwigsfelde sind und zum Landkreis Teltow-Fläming im Bundesland Brandenburg gehören. Das Wanderdorf befindet sich im Naturpark Nuthe-Nieplitz.
Es verfügt über einen eigenen Strand und Steg und eignet sich zum Schwimmen oder für Bootsfahrten im Siethener See oder zu Rad- oder Wandertouren in der Umgebung. Der Siethener See hat eine Fläche von rund 80 Hektar. An seinen Ufern wachsen zahlreiche Laubbäume. Er besitzt zwei öffentliche Badestellen.

## Fontane
Die landschaftliche Lage beschrieb schon Theodor Fontane, in seinen Wanderungen durch die Mark Brandenburg schreibt er: „… und erreichen schon nach halbstündigem Marsch eine mäßige Hügelhöhe, von der aus wir zwei Seeflächen und zwei Dörfer überblicken: «Groeben» und «Siethen». Ein märkisches Idyll. Aber auch ein Stück märkische Geschichte.“

## Naturpark Nuthe-Nieplitz
Felder, Streuobstwiesen, Feuchtwiesen, kleinere Hügel, Schafherden, Wassermühlen, und naturbelassene Eschen-Alleen bilden gemeinsam mit einem kleinräumigen Wechsel der Biotope im Naturpark Nuthe-Nieplitz eine Kulturlandschaft. Der See gehört zu einer Seenkette mit den weiteren Gliedern Gröbener See, Grössinsee und Schiaßer See. Die Binnenseen liegen quer zur Nuthe-Niederung in einer ehemaligen eiszeitlichen Abflussrinne und sind Reste ehemaliger Schmelzwasserseen. Der sich anschließende nährstoffreiche Gröbener See umfasst rund 24 Hektar und ist gesäumt von einer Uferzone mit einem breiten Schilfgürtel und Elsbrüchen, vereinzelten Kiefernforsten und artenreichen Feuchtwiesen. Auf den Seen rasten im Frühjahr und Herbst Nordische Wildgänse und Kraniche. Fischadler haben hier ihr Nahrungsrevier und darüber hinaus sind Kormorane, Reiher und gelegentlich auch Seeadler anzutreffen.

## Verkehrsanbindung
Das Märkische Wanderdorf befindet sich in der Nähe der Bundesautobahn 10. Der südliche Stadtrand von Berlin kann über die Bundesstraße 101 erreicht werden.

## Geschichte
Das Märkische Wanderdorf diente zu DDR-Zeiten als Ferienlager der „Jungen Techniker und Naturforscher“ und wurde nach der Wende vom Landkreis Teltow-Fläming als Schullandheim betrieben. Danach kam es in private Trägerschaft und ist seit dem Jahre 2006 wieder als Erholungseinrichtung geöffnet.